# Farvestyring
Indenfor digitale billedsystemer er farvestyring styret konvertering mellem forskellige enheders farverepræsentationer, såsom scannere, digitalkameraer, monitor, fjernsyn, filmprintere, farveprintere, offsettryk og lignende massemedier.
Det primære formål med farvestyring er at opnå god farveoverensstemmelse mellem forskellige farveenheder; for eksempel skal farverne fra et enkeltbillede i en video se ens ud på en LCD-skærm, plasmaskærm og som trykt plakat. Farvestyring hjælper med at opnå det samme udseende på alle disse enheder, forudsat at enhederne kan formidle den behøvede farver og farvemæthed.
Dele af denne teknologi er implementeret i operativsystemet (OS), hjælpebiblioteker, softwareapplikationen og enhederne. Ved f.eks. at anvende et International Color Consortium (ICC) kompatibelt farvestyringssystem kan farvestyringen gøres platformsuafhængig. ICC er et industrikonsortium som har defineret:
- En åben standard for en Color Matching Module (CMM) på OS-niveau
- farveprofiler for:
  - Enheder, inklusiv enhedsforbindelsesprofiler som repræsenterer en komplet farvetransformation fra kildeenheder til destinationsenheder
  - Working spaces, farverum hvor det er meningen farvedata skal bearbejdes

Der er andre muligheder for farvestyring udover at anvende ICC-profiler, men de er hovedsageligt historisk betingede.